# Otira-Tunnel
Der Otira Tunnel ist ein Eisenbahntunnel der Midland Line auf der Südinsel von Neuseeland, zwischen Otira und Arthur’s Pass. Er durchsticht hier die Neuseeländischen Alpen mit einer Länge von 8554 m. Die Steigung beträgt ca. 1:33, und das Tunnelende bei Otira liegt ca. 250 m tiefer als das Ende bei Arthur’s Pass.

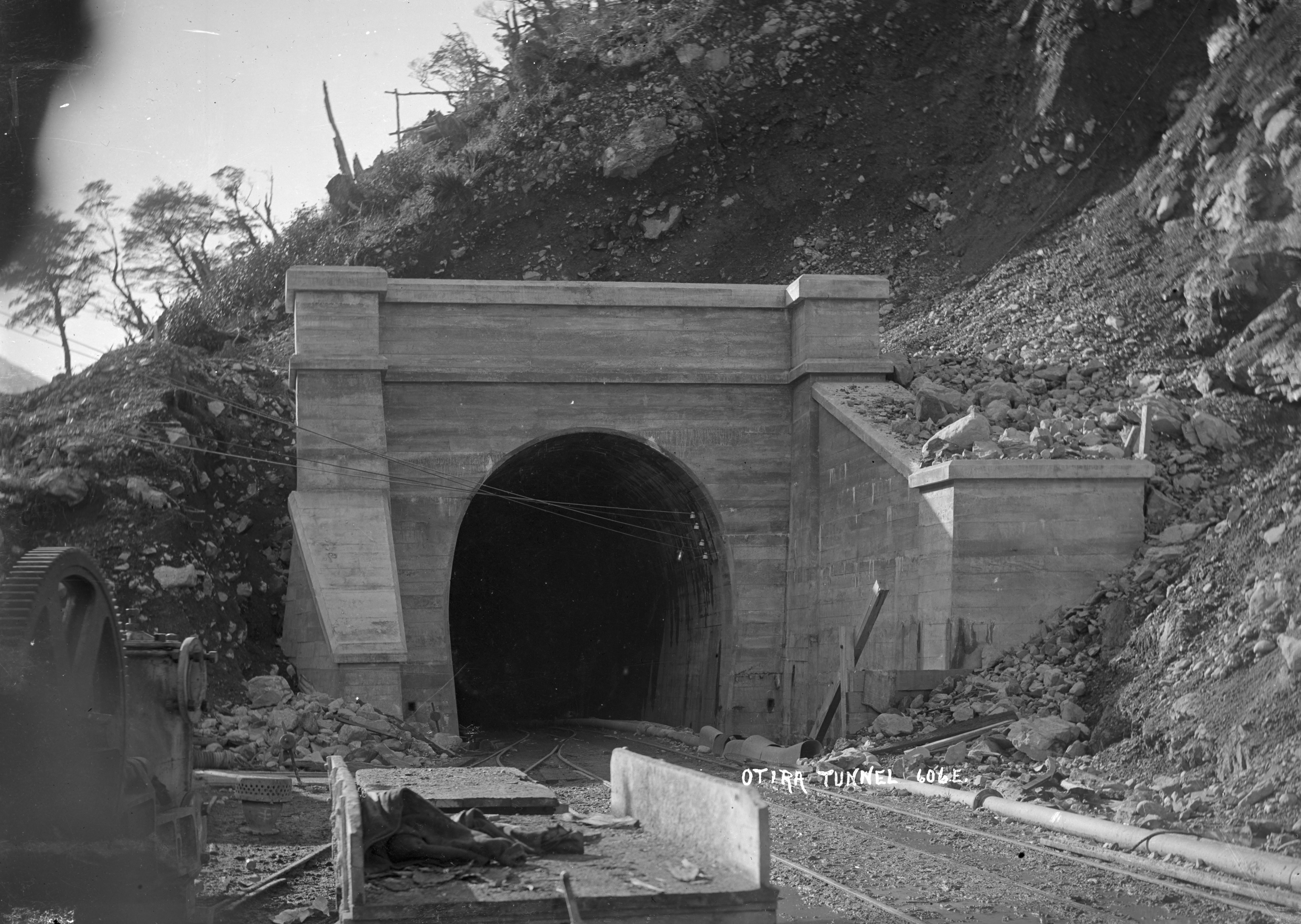
Otira Tunnel ca. 1910

Die Bauarbeiten begannen am 25. Mai 1908, Auftragnehmer war die Firma J. McLean & Sons. Nachdem die technischen Schwierigkeiten doch größer als veranschlagt waren, wurden die Arbeiten 1912 eingestellt, nachdem erst die Hälfte des Tunnels ausgebrochen war. 1913 wurden die Arbeiten durch die öffentliche Hand, das Public Works Department fortgesetzt. Der Tunneldurchstich erfolgte im Juli 1918, dies wurde mit einer offiziellen Veranstaltung am 21. August 1918 gefeiert. Die Abweichung der Höhenlage betrug nur 29 mm, der Querlage nur 19 mm. Der Ausbau des Tunnels und Einbau der elektrischen Anlagen dauerte dann noch bis zum 4. August 1923, als der Tunnel dann in Betrieb genommen werden konnte. Er war seinerzeit einer der längsten Tunnel der Welt und der längste Tunnel Neuseelands, wurde aber zwischenzeitlich in Neuseeland durch den Kaimai-Tunnel und den Rimutaka-Tunnel auf der Nordinsel abgelöst.
Wegen seiner Länge und Steigung war es seinerzeit nicht möglich, die Strecke mit Dampf zu betreiben, da die Gefahr durch die entstehenden Rauchgase für die Fahrgäste und das Zugpersonal zu groß gewesen wäre. Aus diesem Grund wurde dieser Abschnitt mit einem Fahrdraht mit 1500 Volt Gleichspannung ausgerüstet. In Otira wurde ein Kohlekraftwerk gebaut, um den notwendigen Strom zu erzeugen. Zum Einsatz kamen zunächst elektrische Lokomotiven der Baureihe Eo, dann ab 1968 der Baureihe EA.
Nach dem Vorbild des Otiria Tunnels wurde auch der Lyttelton Rail Tunnel elektrifiziert.
Da die Lokomotiven gegen Ende der 1990er Jahre überaltert waren, wurden die elektrischen Anlagen abgebaut, die Zugförderung wird heute von Diesellokomotiven der Klasse DX übernommen.
Zur Belüftung des Tunnels wurde eine Kombination von Ventilatoren und einem Tor am Tunnelportal installiert. Nach der Einfahrt eines Zuges in den Tunnel bei Otira wird das Tor geschlossen und die Abgase werden mit Ventilatoren hinter dem Zug abgesaugt. Erst dann wird das Tor wieder geöffnet. Die Aussichtswagen des TranzAlpine sind während der Fahrt durch den Tunnel nicht zugänglich.